# Pia Juul

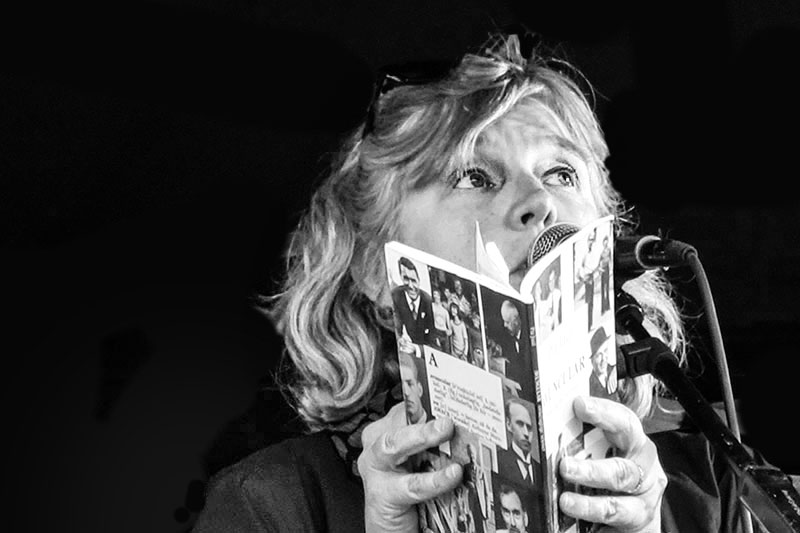
Pia Juul 2016.

Pia Juul, född 30 maj 1962 i Korsør, död 30 september 2020, var en dansk poet, prosaist och dramatiker. Pia Juul blev medlem i Danska akademien 2005.